# Pentathlon moderne aux Jeux olympiques d'été de 1996
Navigation
Barcelone 1992 Sydney 2000
Cette page présente les résultats de la compétition de pentathlon moderne aux Jeux olympiques d'été de 1980. Seule l'épreuve individuelle masculine a lieu, alors que le classement par équipes a été supprimé.

## Podium
| Or:                            | Argent                 | Bronze:                 |
| Alexandre Paryguin, Kazakhstan | Eduard Zenovka, Russie | János Martinek, Hongrie |